# Православная старостильная церковь Румынии
Правосла́вная старости́льная це́рковь Румы́нии (рум. Biserica Ortodoxă de Stil Vechi din România) — православная церковь в Румынии, пребывающая вне общения со Вселенским православием, использующая в богослужении юлианский календарь, византийский обряд и румынский язык.
Возникла после отделения ряда клириков и мирян от Румынской православной церкви после принятия последней в 1924 году новоюлианского календаря. Не имеет евхаристического общения с какой-либо из поместных православных церквей.
Церковь насчитывает 130 приходских храмов, в которых служат 160 священников и 26 диаконов. Шесть мужских монастырей населяют 290 монахов, а в 7 женских монастырях проживают 510 монахинь. Число прихожан оценивается в 2-3 миллиона человек. В Слэтьоарском монастыре — духовно-административном центре — несут послушание около 100 монашествующих.

## История
В 1924 году Румынская православная церковь приняла новоюлианский календарь. Прибывший с Афона иеромонах Арсений (Котя) (рум. Arsenie Cotea) возглавил движение старокалендаристов, но вскоре был выдворен из страны.
19 февраля 1924 года в суде города Сучава была зарегистрирована «Организация приверженцев православной старостильной церкви Румынии».
В 1930 году иеромонах Гликерий (Тэнасе) развернул активную деятельность по строительству старостильных храмов. На средства уже сформировавшихся старостильных приходских общин в 1931—1932 годы были построены храмы в деревнях Рэдэшень (жудец Сучава), Брустури, Уречень (жудец Нямц), Рыска, Богдэнешть, Дрэгушэнь (жудец Сучава) и в деревне Балш (жудец Яссы). Интенсивность возведения храмов нарастала с каждым годом.
Это привело к тому, что в 1936 году последователи иеромонаха Гликерия располагали почти четырьмя десятками церквей, находившихся, по преимуществу, в районе Молдавии. В 1935 году к Гликерию присоединились афонские иеромонахи Зосима, Варух и Гимнасий, потребность в новых священнослужителей оставалась достаточно острой. С целью обретения епископского посвящения иеромонах Гликерий в 1936 году отправился в Афины, где к этому времени уже был сформирован старостильный Синод Церкви Истинных Православных Христиан Греции под председательством Хризостома (Кавуридиса). Однако греческие иерархи не решились пойти на этот шаг. После двухмесячного ожидания иеромонах Гликерий вместе со своими спутниками отправился в Югославию, где на тот момент располагался Архиерейский Синод РПЦЗ. По прибытии в Белград иеромонах Гликерий встретил архиепископа Анастасия (Грибановского). Румынские старостильники получили от него рекомендацию обратиться для разрешения вопроса в Будапешт к епископу Венскому Серафиму (Ляде), который мог бы поставлять священников. Отсутствовавшего в Будапеште епископа Серафима монахи разыскали в Вене, но тот отказался исполнить их просьбу.
Сразу по возвращении в Румынию иеромонах Гликерий продолжил свою активную храмостроительную деятельность и в короткие сроки храмы были построены более чем в десяти деревнях.
В сентябре 1936 года патриархом Румынским Мироном (Кристей), который в 1938 году стал также и премьер-министром Румынии, была развязана кампания преследований в отношении последователей румынского старостильничества. Был произведен массовый арест как клириков, так и рядовых прихожан. По прямому распоряжению патриарха Мирона у старостильников были отобраны все построенные храмы и монастыри (в Куковском монастыре пятеро мирян были сброшены в монастырский колодец, где утонули, приняв мученическую кончину).
В 1937 году иеромонах Гликерий был осуждён на два года лишения свободы. Выйдя на свободу, он снова попал под арест по ложному доносу, якобы за связь с террористической организацией «Железная гвардия», но вскоре освобождён, после чего совместно с иеродиаконом Давидом (Бидашку) (рум. David Bidașcu) удалился в непроходимые леса. Опасаясь повторного осуждения, оба скитальца около двух лет жили в землянках и находились на нелегальном положении.
В 1941 году они расположили к себе жителей деревни Слэтьоара в жудеце Сучава. Согласно видению, о котором рассказывал Гликерий, неотвратимо приближались страшные апокалиптические времена, одним из знамений которых явилась календарная реформа в Церкви. Более того, 1982 год был объявлен годом пришествия антихриста. Эсхатологический испуг, охвативший жителей Слатиоары, крепко сплотил их вокруг пришлых монахов, превратив в последующем данное поселение в центр румынского старостильничества.
Некоторое улучшение отношения к Старостильной церкви происходит в Румынии после установления коммунистического режима в конце 1940-х годов. Старостильные приходы получили государственную регистрацию, однаком многие верующие миряне и священнослужители подвергались репрессиям. В 1980 году было установлено евхаристическое общение с греческим старостильным Каллистовским Синодом. После распада Каллистовского синода в 1984 году, Румынская старостильная церковь сохранила отношения с возникшим на его осколках «Синодом противостоящих».
28 июня 1999 года в Спасо-Преображенском Слэтьоарском монастыре совершилась канонизация митрополита Гликерия (Тэнасе), на которой присутствовали паломники из многих стран мира, юрисдикционно принадлежащие старостильным церквам и РПЦЗ.
5 марта 2003 года произведена официальная запись нового наименования «Православная старостильная церковь Румынии».
9-12 декабря 2013 года делегация «хризостомовского» синода ИПЦ Греции во главе с архиепископом Афинским Каллиником (Сарандопулосом) посетила Румынию, где провела переговоры с митрополитом Власием (Могырзаном) и иерархами Румынской старостильной церкви, завершившиеся установлением 18 марта 2014 года евхаристического общения.
6 октября 2019 года состоялось освящения собора в честь Святого Духа в Слэтьоаре — главного собора ПСЦР, уоторый начал строиться в начале 1990-х годов.
14 августа 2022 года Православная старостильная церковь Румынии разорвала общение с Хризостомовским синодом (предстоятель — архиепископ Афинский и всей Греции Каллиник (Сарандопулос)), Болгарской старостильной церковью (предстоятель — митрополит Триадицкий Фотий (Сиромахов)) и РПЦЗ(А) (предстоятель — митрополит Агафангел (Пашковский)), обосновывая это исповеданием ими ереси «киприанизма».
29 августа Синодальным собранием в качестве нового первоиерарха был избран епископ Евлогий (Ника). 1 сентября 2024 года в Митрополитском соборе сошествия Святого Духа на апостолов в Слэтьоаре состоялась его интронизация.

## Первоиерархи
1. Галактион (Кордун) (5 апреля 1955 — 8 июля 1959)
2. Гликерий (Тэнасе) (18 июля 1959 — 28 июня 1985)
3. Сильвестр (Онофреи) (29 июля 1985 — 18 марта 1992)
4. Власий (Могырзан) (18 мая 1992 — 7 февраля 2022)
5. Демосфен (Йоницэ) (7 февраля 2022 — 20 июля 2024[12])
6. Евлогий (Ника) (с 29 августа 2024 года)

Резиденция первоиерарха Православной старостильной церкви Румынии — Спасо-Преображенский Слэтьоарский монастырь; в Слэтьоара также находится Свято-Духовский кафедральный собор.

## Епископат

### Действующие архиереи

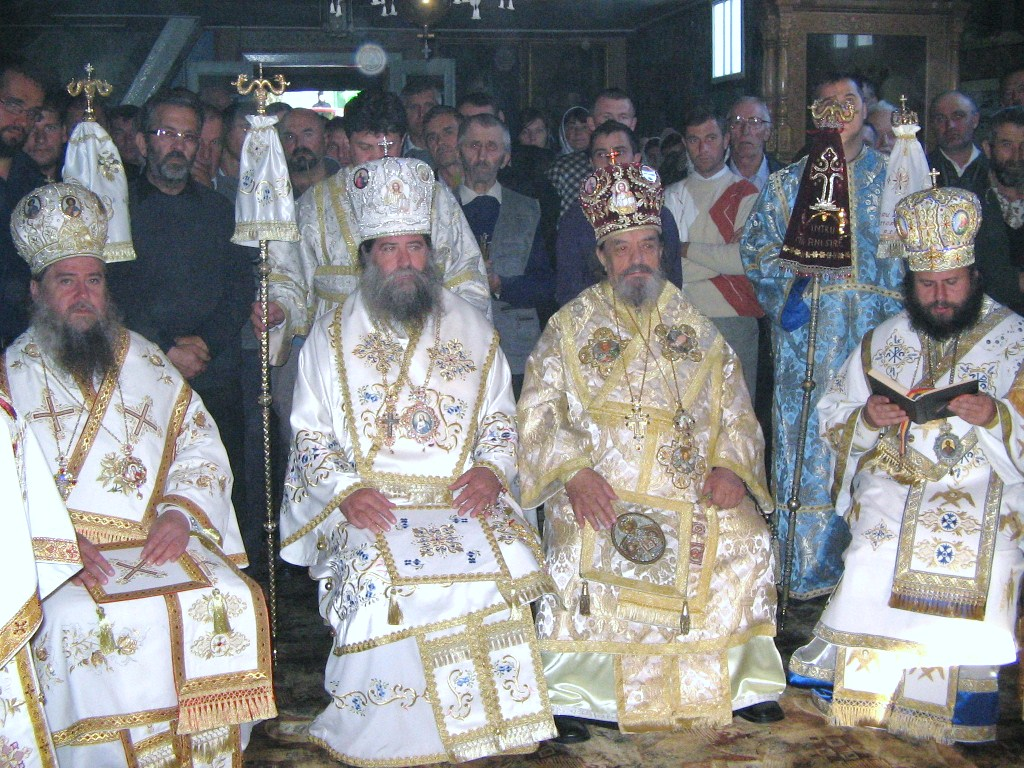
Епископы Ясский Гликерий (Илие), Сучавский Софроний (Оцел), Нямецкий Демосфен (Йоницэ) и Ботошанский Иосиф (Могырзан)

- Епископ Сучавский Софроний (Оцел) (с 1995)
- Епископ Брашовский Феодосий (Скутару) (с 26 июня 1995)
- Епископ Плоештский Антоний (Тэтару) (с 1 октября 2004)
- Епископ Ботошанский Иосиф (Могырзан) (с 29 октября 2004)
- Епископ Илфовский Флавиан (Быргэоану) (с 31 октября 2004)
- Епископ Ясский Гликерий (Илие) (с 17 ноября 2007)
- Епископ Галацкий Дионисий (Констандаке) (с 18 ноября 2007)
- Епископ Нямецкий Давид (Маковей) (с 7 апреля 2022)

### Бывшие архиереи
- Евлогий (Оца)[рум.], епископ (5 августа 1956 — 28 февраля 1979)
- Мефодий (Маринаке), епископ Нямецкий (август 1956 — 25 июля 1977)
- Косма (Лостун)[рум.], епископ Сучавский (14 ноября 1978 — 18 мая 1992)
- Геннадий (Георге), викарный епископ Бакэуский (12 августа 1985 — 24 июня 2018)
- Пахомий (Морарь), викарный епископ Врэнчанский (1992 — 24 мая 2006)